# Dagfin Carlsen
Dagfin Carlsen, auch Dagfinn Carlsen (geb. 14. Juli 1898 in Kristiania, Norwegen; gest. nach 1945) war ein norwegisch-österreichischer Skiläufer, Skispringer, Schauspieler und Schanzenkonstrukteur. Seine aufsehenerregendste Arbeit war der Bau einer Skihalle (Schneepalast Wien) im stillgelegten Hauptgebäude des Bahnhofs Wien-Nordwest. Diese Anlage wurde am 26. November 1927 als „Erster permanenter Schneepalast der Welt“ eröffnet und 1928 wieder abgebaut.

## Biographie

### Sportler, Schauspieler, Weltenbummler
Dagfin(n) Carlsen, in Norwegen aufgewachsen, hatte eine Ausbildung zum Kaufmann abgeschlossen und sich in seiner Freizeit zum Skispringer qualifiziert. Anfang der 1920er Jahre wirkte er in dokumentarischen Sportfilmen mit, darunter in Das Wunder des Schneeschuhs oder Eine Fuchsjagd durchs Engadin (=Das Wunder des Schneeschuhs, 2. Teil). So wurde er zu einem bekannten Filmschauspieler.
Zugleich war er auch Skilehrer, hatte eine Österreicherin kennengelernt, geheiratet und verlegte fortan seinen Wohnsitz in das Alpenland. Den Namen seiner Frau fügte er später als ersten Nachnamen hinzu: Dagfin Eckmann-Carlsen. Das Paar hatte einen Sohn (siehe unter Weblinks).
Als Mitglied des Wiener Wintersportclubs startete Carlsen dann bei nationalen und internationalen Sprungwettbewerben, war auch Kampfrichter im Österreichischen Landesskiverband.
Beim Besuch einer Freizeit-Messe in Berlin hatte Carlsen Anfang 1927 den Berliner Schneepalast kennengelernt, der mit antransportiertem Naturschnee präpariert und in einer Automobil-Ausstellungshalle verwirklicht worden war. Er bot zwei Skipisten für entsprechende Vorführungen und war zugleich Dekoration. Nach der Messe wurde er abgebaut.
Im Februar des gleichen Jahres beteiligte sich Carlsen, im Besitz des damals aktuellen Weitenrekords mit 64 m, gesprungen in Pontresina, an der deutschen Skisprungmeisterschaft in Hofgastein. Er hatte einen eigenen erfolgreichen Sprungstil entwickelt, der wie folgt beschrieben wird: „ruhiger Anlauf, ohne Absprung sich von der Schanze fortfliegen lassen und dann in der Luftfahrt den Körper ganz nach vorne legen“. Die Nachahmer waren damit erfolgreicher als die früheren Skispringer mit nur einem kräftigen Absprung von der Schanze bei aufrechter Haltung.

### Der Wiener Schneepalast

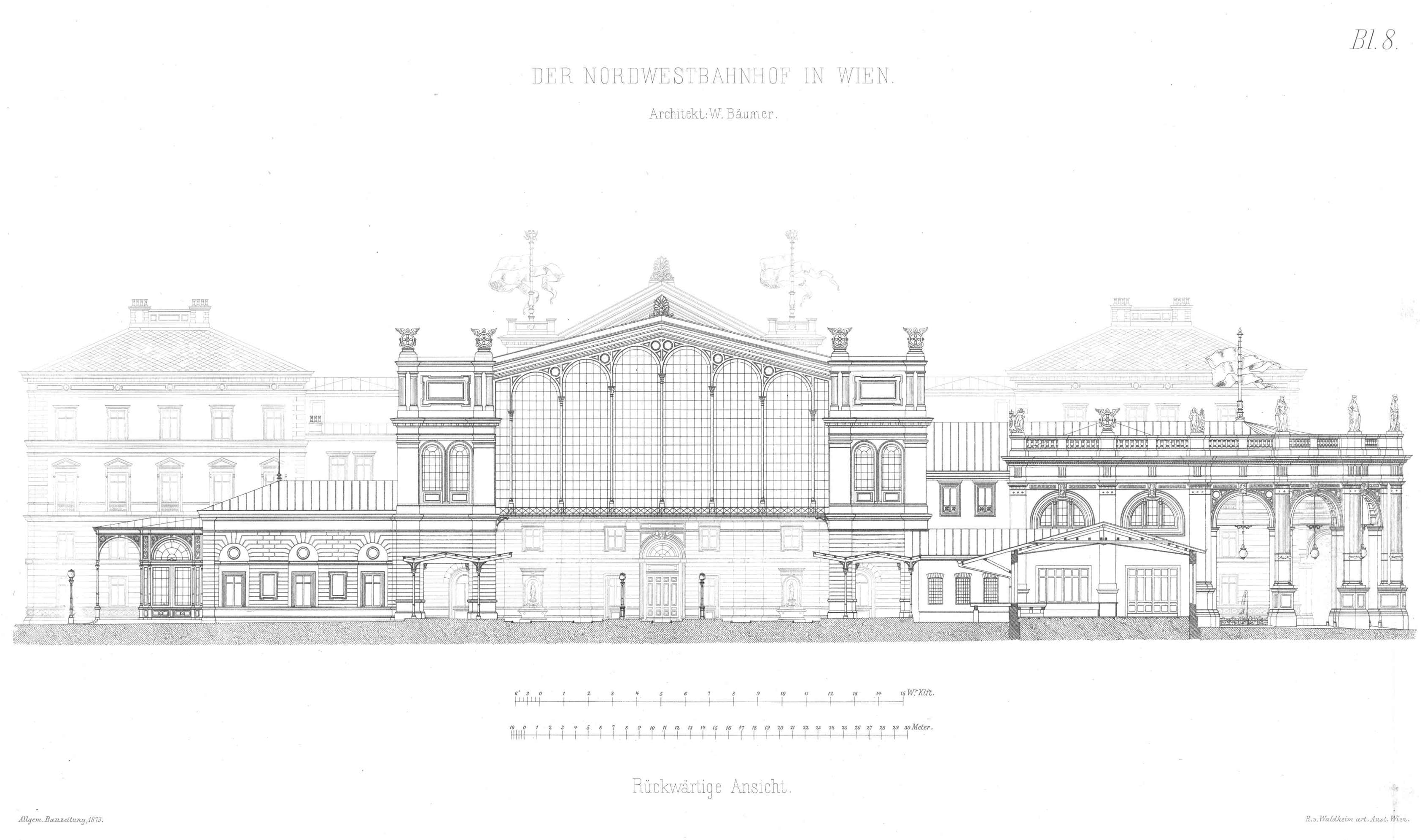
Wiener Nordwestbahnhof nach Plänen des Architekten Wilhelm Bäum(l)er, im Jahr 1873

Nach den Berliner Eindrücken fasste Carlsen den Entschluss, in seiner Wahlheimat Wien eine ständige Skihalle zu errichten, die für Sportzwecke dienen sollte. Zeitlich ergab sich die Möglichkeit, den 1924 für den Eisenbahnverkehr aufgegebenen Bahnhof Wien Nordwest, eine Tragkonstruktion aus Mauerwerk, Stahl und Glas, als Skihalle umzurüsten. Den Antrag zur Umnutzung des Bahnhofsgebäudes zum Skisportzentrum für Jedermann als auch für das Training von Leistungssportlern genehmigte die Wiener Polizeidirektion; die Bundesbahn war erfreut über die sinnvolle Nachnutzung des Bahnhofsgebäudes.
Die Nutzfläche inklusive der Gleise betrug rund 4000 m². Auf Vorschlag und unter Leitung von Dagfinn Carlsen wurden Holzgerüste in das Bauwerk hineingesetzt und mit Kokos- und Bürstenmatten belegt. Die Abmessungen des Traggerüstes betrugen 160 m Länge, 28 m Breite und 16,60 m Höhe. Außerdem kam es seiner Idee einer Schneehalle, die nicht abgebaut werden musste, zupass, dass der Chemiker Laurence Clarke Ayscough eine Technologie entwickelt und 1926 zum Patent angemeldet hatte, mit der aus Soda, Sägespänen, Wasser und einer dünnen Glimmerschicht weißer, weicher und gleitfähiger Kunstschnee erzeugt werden konnte, der den Eigenschaften von Naturschnee kaum nachstand. Der Erfinder ließ nach Auftrag durch Carlsen in einer Chemiefabrik in Moosbierbaum, Niederösterreich 150 Tonnen Kunstschnee produzieren und diese Menge per Güterwagen direkt bis zum alten Bahnhof schaffen. Ayscough überwachte das Aufbringen der bis zu 10 cm dicken Schneeschicht persönlich.
Die hügelig geformten Flächen in der ehemaligen Eisenbahnhalle bildeten schließlich eine Rodelbahn, eine zweigeteilte Skipiste mit zwei verschiedenen Hangneigungen und eine Sprungschanze daneben, auf der Sprünge bis zu 20 m möglich waren. Die drei Nutzungen waren durch Bäumchen und Gesträuch voneinander abgesetzt. Die kompletten Umbauarbeiten kosteten mindestens 900.000 Schilling und zwei Investoren beteiligten sich an den Maßnahmen: die Warenhausgesellschaft Stafa, Wien sowie der Bier- und Likörproduzent Puntigamer, Graz. Die Lizenz zum Betrieb der Schneehalle war auf den 31. Mai 1928 begrenzt.
Die offizielle Einweihung durch den Wiener Bürgermeister Karl Seitz verzögerte sich etwas, weil ein Arbeitsloser auf diesen ein Attentat verübt hatte, das für Seitz jedoch folgenlos blieb.
Diese außergewöhnliche Sportmöglichkeit stand allen interessierten Wienern oder ihren Gästen täglich zwischen 10 und 22 Uhr gegen ein geringes Eintrittsgeld (1,20 Schilling für einen zweistündigen Aufenthalt) zur Verfügung. Allerdings kamen – wohl auch wegen der verzögerten Eröffnung und der schlechten Berichterstattung über den Schnee – weniger Besucher in die Schneehalle als geplant. Die Sprungschanze diente Leistungssportlern zum Training und auch zu Wettkämpfen. Die Halle war mittels einer elektrischen Beleuchtungsanlage vom Tageslicht unabhängig. Einige Kritiker und Redakteure des Illustrierte(n) Sportblatt(s) äußerten sich eher abfällig über die Skihalle, es gäbe „gelben Schnee mit Sodageschmack“, Wien sei nun ein „künstliches Kitzbühel“ oder „Wintersport ohne Schnee sei so, als ob man beim Schwimmen auf das Wasser verzichten würde“. Auch der Name „Speisesodapalast in der Dresdener Straße“ war nicht gerade ein Lobgesang.
Im März 1928 lag eine negative Bilanz des Wiener Schneepalastes vor: Die Bücher wiesen Schulden in Höhe von 43.000 Schilling aus, so dass Carlsen beim Gericht ein Ausgleichsverfahren beantragen musste. Trotzdem wurde der Betrieb bis zum Auslaufen der Lizenz fortgesetzt. Im Juni 1928 wurde die Anlage stillgelegt, der Betrieb eingestellt und letztendlich alle Materialien abgebaut und zu großen Teilen verkauft.
Im März 1938 fand in dem ehemaligen Bahnhofsgebäude eine große Feier für den Anschluss Österreichs an das Deutsche Reich statt, der aus einer Volksabstimmung hervorgegangen war. In den Folgejahren diente die Halle für Ausstellungen, wie Der ewige Jude, die noch im gleichen Jahr eröffnete. Während des Zweiten Weltkriegs war das Bahnhofsgebäude Lager für die Wehrmacht, wurde aber etwa um 1944 bei Bombenangriffen der Alliierten zerstört. Im Jahr 1952 musste es abgerissen werden, an seiner Stelle gab es einige Zeit später einen Busbahnhof. Im 21. Jahrhundert entstanden Pläne, auf dem früheren Bahnhofsgelände ein komplettes neues Wohnviertel zu errichten.

### Frühe in Österreich realisierte Sprungschanzen
Durch das Wiener Skihallen-Projekt war Dagfinn Carlsen als Planer und Bauherr von Skisprunganlagen im Land bekannt geworden. So wurden anschließend mindestens zwei Sprungschanzen in Österreich nach seinen Entwürfen errichtet: um 1928 in Kronstein und 1933 in Hadersdorf-Weidlingau. Die Hadersdorfer Schanze, ursprünglich Kaasgrabenschanze genannt, ermöglichte Sprungweiten um 50 m und erhielt den Namen seines Planers (in umgekehrter Reihenfolge): Carlsen-Dagfin-Schanze.

### Weitere Tätigkeiten von Carlsen
In den 1940er Jahren wird Dagfinn Carlsen in einer Veröffentlichung als Skileiter des Norwegischen Sportverbandes erwähnt, der den Rücktritt von seinem Amt erklärte.

## Veröffentlichungen
- Dagfinn Carlsen: Who is who in Sport (1926). Lambert & Butler.
- Dagfinn Carlsen: Landslager for reiselivet in Norge gjennom. 40ar. (dt.: „Die Nationale Organisation für Tourismus in Norwegen in 40 Jahren 1903–1943“)